# Механика счастья
«Механика счастья» (арм. Երջանկության մեխանիկա) — фильм режиссёров Нерсеса Оганесяна и Гора Саакяна, снятый в 1982 году.
Премьера: 11 июня 1982 (Ереван), апрель 1983 (Москва)

## Сюжет
Проектировщица Сона, вдова и мать троих детей, однажды обращает своё внимание на закоренелого холостяка Рубена. С тех пор инженер, мастер на все руки и неисправимый мечтатель думает только о ней…

## В ролях
- Азат Гаспарян — Рубен
- Алла Туманян — Сона
- Верджалуйс Мириджанян — тетя Ашхен
- Лилита Аветисян — младшая дочь Соны
- Марика Акопян — старшая дочь Соны
- Каро Айрапетян — Скрипач
- Мурад Костанян — Дядя Артавазд
- Георгий Минасян — Певец в ресторане
- Ида Мкртчян
- Размик Мансурян
- Георгий Асланян
- Карен Джангирян
- Ишхан Гарибян
- Мамикон Манукян
- Хачик Назаретян
- Михаил Паязатян — сын Соны
- Марика Тумасова
- Левон Нерсесян
- Арусь Папян
- Лиана Бурназян — эпизод
- Армен Хостикян — доктор

## Съёмочная группа
- Режиссёры: Нерсес Оганесян, Гор Саакян
- Сценарист: Эммануил Мнацаканян
- Оператор: Альберт Явурян
- Композитор: Арно Бабаджанян
- Художник: Рафаэль Бабаян